# Kotłyne
Kotłyne (ukr. Котлине, do 2016 Dymytrowe, ukr. Димитрове) – osiedle na Ukrainie, w obwodzie donieckim, w rejonie pokrowskim, w hromadzie Pokrowsk. W 2001 liczyło 446 mieszkańców.